# Col de Pierre Pertuis
Ne doit pas être confondu avec Pierre-Perthuis.
Le col de Pierre Pertuis est un col de la chaîne du Jura du Jura bernois, en Suisse. Il conserve des vestiges romains importants : un court tunnel routier avec une inscription latine bien conservée.

## Géographie
Le col relie Sonceboz dans le vallon de Saint-Imier à Tavannes dans la vallée de Tavannes, appelée l'Orval. Il se situe à 827 m et fait la jointure entre le Montoz et la Montagne du Droit. La Birse y prend sa source à son pied.

## Histoire

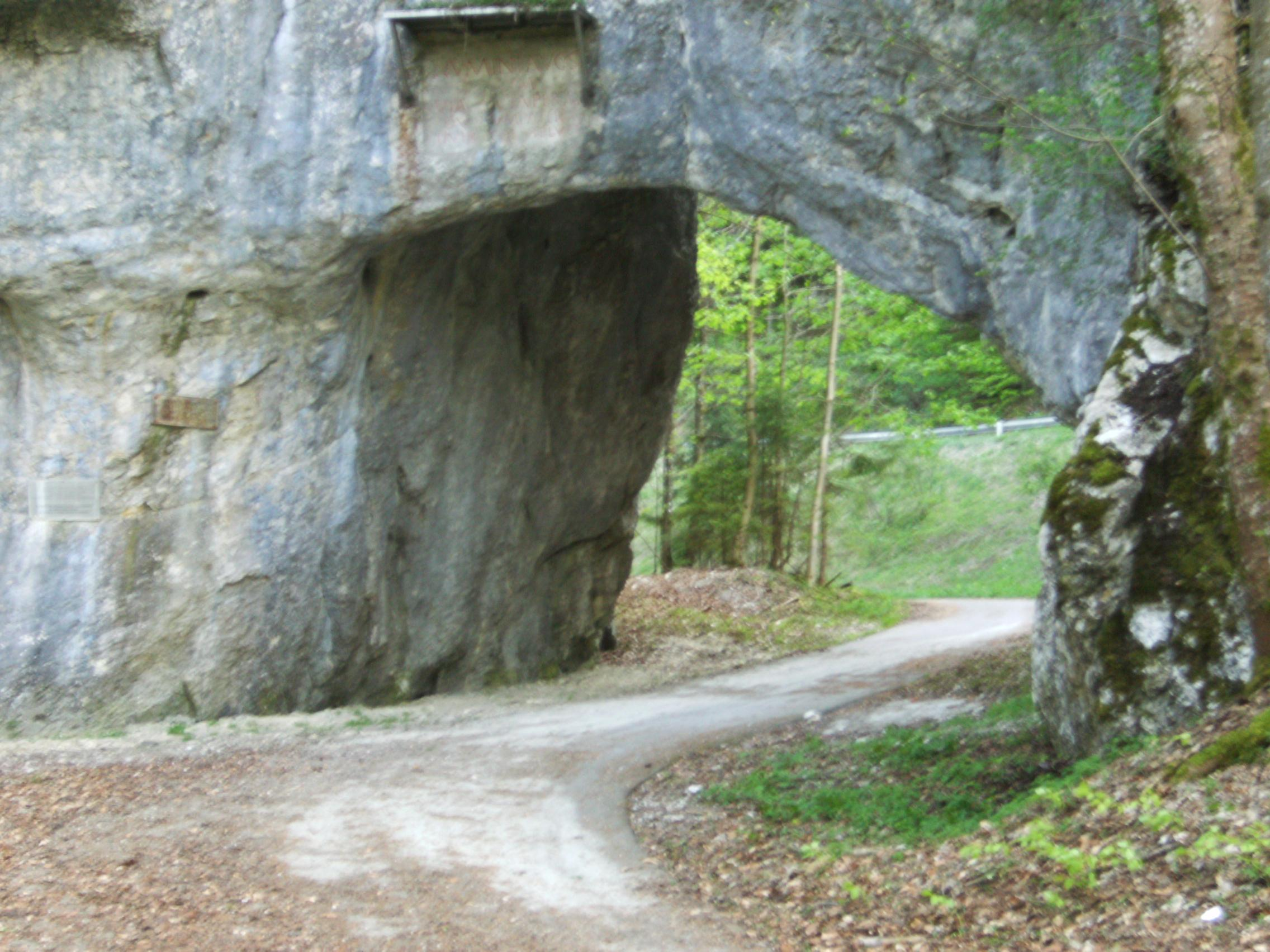
Ancienne voie romaine percée à travers un rocher au nord du col de Pierre Pertuis.

C'est un passage naturel élargi (Petra pertusa en latin) utilisé dès l'époque romaine pour la voie reliant Aventicum à Augusta Raurica par Petinesca et les gorges du Taubenloch. L'inscription Marcus Dunius Paternus, gravée dans la roche du côté nord au-dessus du pertuis, atteste que la route a été construite au IIIe siècle apr. J.-C. Selon une légende qui date du XVe siècle, Jules César aurait fait percer le col, bien qu'il n'y ait aucune source antique qui le confirme. Plus tard il y fut construit un château fort attesté jusqu’en 1430, dont il ne reste rien aujourd'hui. Le passage a servi jusqu'au début du XXe siècle. Pendant la mobilisation de l'armée suisse de 1914 à 1918, des troupes du génie ont construit, au-dessus de l'ouverture historique, une route plus accessible aux véhicules à moteur. En 1932, une nouvelle route, longue d'environ deux kilomètres, presque entièrement construite par des chômeurs, est inaugurée. En novembre 1997, deux tunnels autoroutiers (A16) de 2 100 mètres de longueur ont été mis en service.

## Inscription latine
L'inscription en latin, déjà citée dans l'Encyclopédie de Diderot ne présente pas de difficultés (CIL 13, 5166) :
NVMINI(BVS) AVGVS
T[OR]VM
VIA [D]VCTA PER M(ARCVM)
DVNIVM PATERNVM

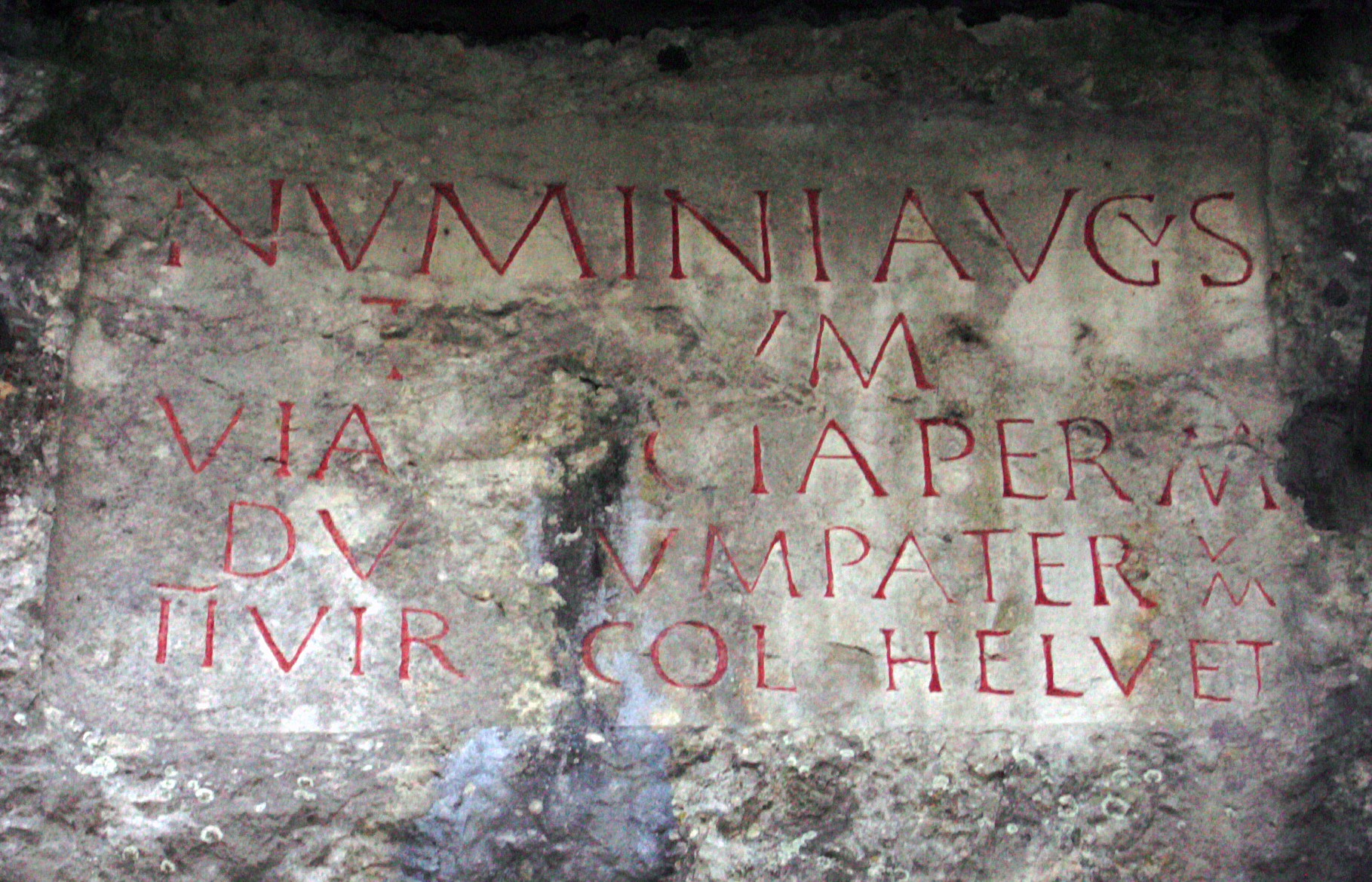
Inscription latine de Pierre-Pertuis.

IIVIR[V]M COL(ONIAE) HELVET(IORVM).
soit :
En l'honneur des Empereurs
Cette route a été tracée par Marcus
Dunius Paternus
Duovir (co-gouverneur) de la colonie des Helvètes